# Anta Gorda
Anta Gorda is een gemeente in de Braziliaanse deelstaat Rio Grande do Sul. De gemeente telt 6.326 inwoners (schatting 2009).